# Боевик (киножанр)

Боеви́к или э́кшен-фильм (экшн-фильм) (англ. action movie, дословно — «фильм действия») — жанр кинематографа, в котором основное внимание уделяется перестрелкам, дракам, погоням и т. д. Боевики часто обладают высоким бюджетом, изобилуют каскадёрскими трюками и спецэффектами. Большинство боевиков иллюстрируют известный тезис «добро должно быть с кулаками». Фильмы этого жанра зачастую не обладают сложным сюжетом, главный герой обычно сталкивается со злом в самом очевидном его проявлении: терроризм, похищение, убийство, коррупция, несправедливость. Не находя иного выхода, главный герой решает прибегнуть к насилию. В развязке фильма отрицательные персонажи обычно оказываются убиты, реже арестованы. Число убитых отрицательных персонажей и их пособников может достигать десятков и даже сотен. Считается, что популяризация так называемой «эстетики насилия» во многом обязана таким лентам. Фильмы, посвящённые боевым искусствам, обычно рассматриваются как поджанр боевика.

## Поджанры

### Гибридные жанры
Боевики часто взаимодействуют с другими жанрами. Ивонн Таскер написала, что фильмы часто называют остросюжетными боевиками (англ. action thriller), фэнтезийными боевиками и приключенческими боевиками с различными нюансами. Большинство постклассических боевиков являются гибридами, опираясь на такие разнообразные жанры, как военные фильмы, научная фантастика, ужасы, криминал, боевые искусства и комедийные фильмы.

### Артхаусный боевик
Артхаусный боевик сочетает в себе стилизованный экшн с атмосферой артхауса или нуара, метафизическим или философским подтекстом. Благодаря психологической характеристике и иногда разрознённому, фрагментированному повествованию этот тип фильма предлагает большую сложность, чем традиционный боевик.

### Фильм о боевых искусствах
В китайскоязычных фильмах как «уся», так и кунг-фу являются жанровыми терминами, в то время как боевые искусства являются общим термином для обозначения нескольких типов фильмов, содержащих боевые искусства.

#### Уся
Фильм «Уся» является старейшим жанром в китайском кино. Стивен Тео написал в своей книге о уся, что нет удовлетворительного английского перевода этого термина, при этом в критических исследованиях его часто называют «фильмом о мечах». Он происходит от китайских слов «у», означающего милитаристские или боевые качества, и «ся», означающего рыцарство, доблесть и рыцарские качества. Термин «уся» вошёл в поп-культуру в сериализации «Jinaghu qixia zhuan». В «уся» акцент делается на рыцарстве и праведности и допускает фантагорические действия над более наземным боем фильма о кунг-фу.

#### Фильмы о кунг-фу
Фильмы о кунг-фу появились в 1970-х годах из фильмов о фехтовании. Их название происходит от кантонского термина «гонг фу», который имеет два значения: физические усилия, необходимые для выполнения задачи, и способности и навыки, приобретённые с течением времени. Фильмы этого времени отражали культурный и социальный климат того периода, как это видно при вызове японских или западных империалистических сил в качестве антагонистов.
Фильмы о кунг-фу произошли от фильмов «уся». Однако по сравнению с фильмами «уся», в фильмах о кунг-фу основное внимание уделяется боевым искусствам, а не рыцарству. Фильмы о боевых искусствах были в упадке к середине 1970-х годов в Гонконге в связи с крахом рынка носков, который перешёл с более чем 150 фильмов в 1972 году до чуть более 80 в 1975 году, что привело к падению производства фильмов о боевых искусствах. Когда экономика начала восстанавливаться, появилась новая тенденция фильмов о боевых искусствах, появились фильмы Шаолинь кунг-фу, которые вызвали возрождение жанра. В отличие от «уся», фильмы о кунг-фу в первую очередь фокусируются на боях на земле. В то время как герои в фильмах о кунг-фу часто демонстрируют рыцарство, они, как правило, родом из разных боевых школ, а именно из вудань и шаолинь.

#### Фильмы в американском стиле
Американские фильмы о боевых искусствах показывают, какой описал М. Рэй Лотт, более реалистичный стиль насилия над гонконгскими фильмами «уся» с большим реализмом и часто являются низкобюджетными. Боевые искусства начали регулярно появляться в экшн-сценах в американских фильмах в 1960-х годах с такими фильмами, как «Рождённые неприкаянными», которые были преимущественно драмами, перемежающимися со сценами боевых искусств. Американские фильмы о боевых искусствах в основном вступили в производство после выхода фильма «Выход дракона», и единственным высокобюджетным американским фильмом был «Якудза». Лотт отметил, что эти два фильма приведут к двум последующим стилям фильмов о боевых искусствах в США, с такими фильмами, как «Выход дракона» о людях, которые наслаждались в бою, часто в турнирной обстановке, и «Якудза», к которому было прикреплено несколько жанров, но было несколько сцен боевых искусств. К концу 1970-х годов этот стиль был признанным жанром в американском кино, часто с участием жёстких героических персонажей, которые сражались и не думали о своих действиях до окончания сцены боя. В 1980-х годах американские фильмы о боевых искусствах отражали национальное движение к консерватизму, отражённое в фильмах Чака Норриса и других актёров, таких как Сё Косуги. К концу десятилетия жанр перешёл от театральных показов с появлением домашнего видео, более низких кассовых сборов американских фильмов о боевых искусствах, и значительная часть direct-to-video-боевиков, которые впервые были сняты в конце 1980-х годов в США, были фильмами боевых искусств. К концу 1990-х годов производство низкобюджетных фильмов о боевыэ искусствах сократилось, так как в этом жанре не развилось новых звёзд, и такие пожилые актёры, как Синтия Ротрок и Стивен Сигал, начали появляться во всё меньшем количестве фильмов. Даже популярные на международном уровне фильмы, такие как Crouching Tiger, Hidden Dragon, имели незначительные эффекты либо в области видео, либо в аналогично малобюджетных театральных показах, таких как «Пуленепробиваемый монах».
В то время как фильмы в американском стиле были сняты преимущественно в США, фильмы также были сняты в Австралии, Канаде, Гонконге и Южной Африке и были сняты преимущественно на английском языке.

### Героическое кровопролитие
Героическое кровопролитие — термин, придуманный Риком Бейкером в британском фэнзине «Восточные герои». Бейкер описал этот стиль как гонконгские боевики с участием гангстеров, стрельбы и боевых искусств, которые были более жестокими, чем фильмы о кунг-фу. Ключевыми режиссёрами жанра были Джон Ву и Ринго Лам, а также продюсер Цуй Харк, при этом отправная точка жанра прослеживается до фильма «Светлое будущее», зарабатывая рекордные 34,7 миллиона гонконгских долларов в гонконгском прокате. Стиль этих фильмов повлиял на американские фильмы, такие как «Плохие парни 2» Майкла Бэя и «Матрица» братьев Вачовски. Корейские СМИ признали более фаталистический и пессимистичный тон этих фильмов, что привело к тому, что корейские журналисты назвали этот стиль «гонконгским нуаром». Влияние этих фильмов было очевидно в ранних корейских фильмах, таких как Im Kwon-taek's General's Son (1990) и более поздних фильмах, таких как A Better Tomorrow, Cold Eyes и «Новый мир».